# 内田千秋
内田 千秋（うちだ ちあき）は、日本の医師。性感染症内科および痔の専門医。患者とのコミュニケーションにFacebookを活用していることで知られる。あおぞらクリニック院長、前）内田医院院長。医療法人社団七海会理事長。

## 経歴
1996年、東京医科歯科大学を卒業し、東京都多摩がん検診センターなどを経て、2004年から2013年まで内田医院院長。
2010年、Facebookに猫好きのためのファンページを開設したところ、約2年でファン数が6万人を超えるまで成長するなど話題となり、テレビや雑誌でも取り上げられるようになった。2012年には、TOKIMEKIパブリッシングから猫の写真を集めた書籍も発売された。栄養療法について情報発信するファンページも開設し、2011年1月の時点でのファン数は600人以上。
Facebookの利点については、医師同士の情報交換、看護師などスタッフの雇用、他業種との交流を挙げた。また、Facebookでは実名で経歴などを事細かに明かした結果、患者もプライバシーを気にせず悩みを相談できるようになったとし、「相手が誰かわかっていて、信頼していないと、このようなやり取りは生まれなかっただろう。実名主義のフェイスブックだからこそ、ホームページやブログ、ツイッターにはないやり取りができている」と語った。
2013年よりあおぞらクリニック新橋院長
　

## メディアへの出演
- TBSテレビ週刊!健康カレンダー カラダのキモチ - 2008年8月17日放送
- 日本テレビZIP! - 2011年12月26日放送で

## あおぞらクリニック医院
内田が院長を務める東京都港区の性感染症内科の病院。2013年12月設立。医療法人社団七海会が運営している。